# Costa Rica en los Juegos Olímpicos de Albertville 1992
Costa Rica estuvo representada en los Juegos Olímpicos de Albertville 1992 por cuatro deportistas masculinos que compitieron en esquí alpino.
El equipo olímpico costarricense no obtuvo ninguna medalla en estos Juegos.